# Hubert Gebele

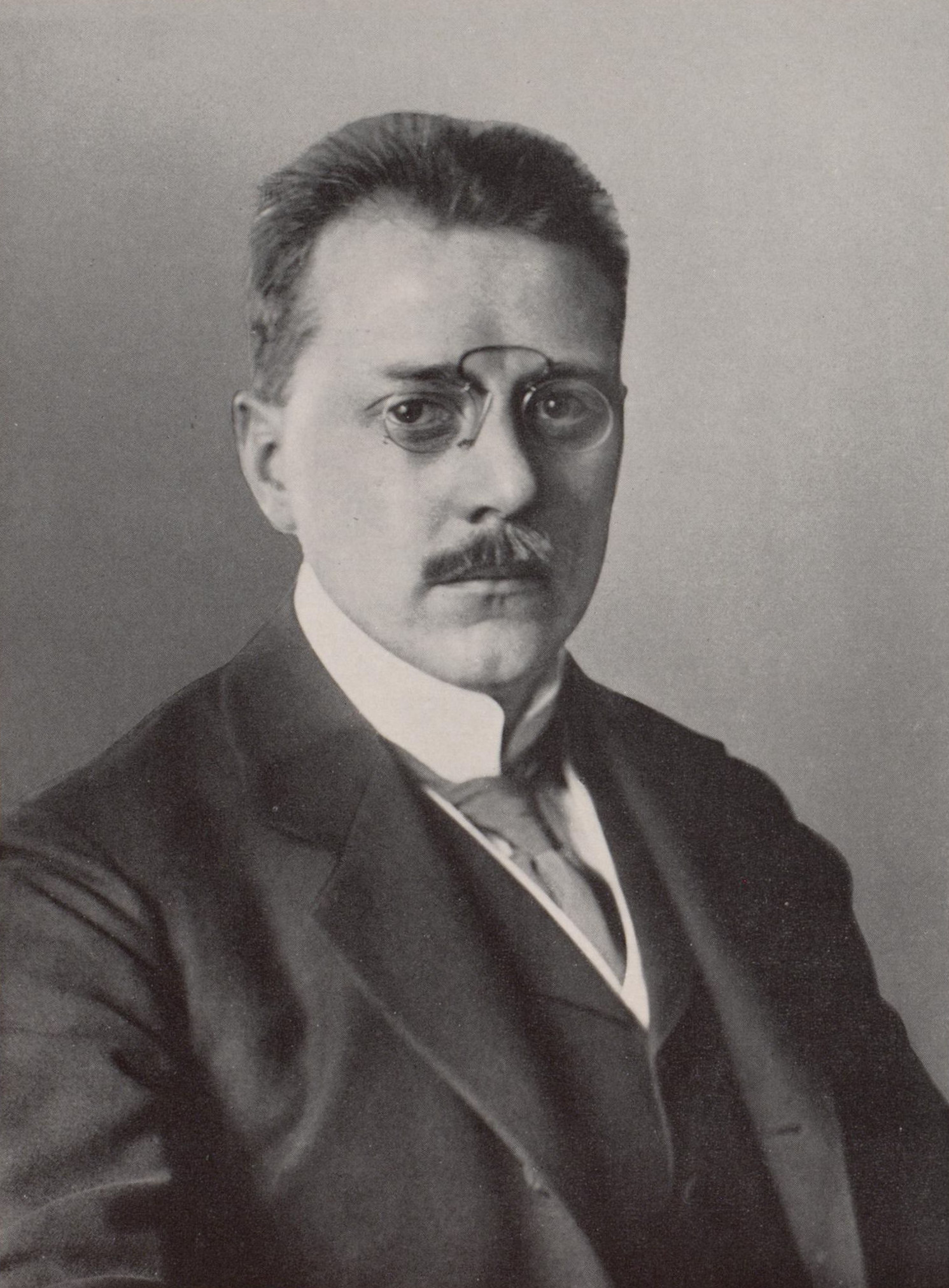
Hubert Gebele

Hubert Gebele (* 28. Oktober 1873 in Roth bei Neu-Ulm; † 1945 oder 1946) war ein deutscher Chirurg.

## Leben
Gebele besuchte bis zum Abitur 1892 das Wilhelmsgymnasium München und studierte anschließend ebenfalls in München Medizin. Von 1903 bis 1910 war er Oberarzt an der Chirurgischen Klinik in München, 1904 wurde er habilitiert. 1909 erfolgte seine Ernennung zum a.o. Professor. Im Ersten Weltkrieg war Gebele im Reservelazarett A in München und in einem bayerischen Kriegslazarett an der Ostfront tätig.
Nach dem Krieg rief er 1928 die Münchener Freiwillige Rettungsgesellschaft wieder ins Leben, die später ins Rote Kreuz eingegliedert wurde. Dadurch wurde Gebele auch Leiter des Roten Kreuzes in Oberbayern.
Gebele war lange Jahre Schriftführer der Bayerischen Chirurgen-Vereinigung und 1932 Vorsitzender der 17. Tagung der Vereinigung.

## Veröffentlichungen
- Ueber die Aetiologie der akuten spontanen Osteomyelitis und ihren Zusammenhang mit Traumen. München 1896 (Dissertation, Kgl. Bayer. Ludwig-Maximilians-Universität zu München)

- Klinisch-experimentelle Studie ueber embolische Lungenaffektionen nach Bauchoperationen. Laupp, Tübingen 1904 (München, Med. Hab.-Schr. v. 1904).
- Die Laparotomie und ihre Nachbehandlung. Enke, Stuttgart 1927 (Neue deutsche Chirurgie; 38).
- zusammen mit Julius Fessler und Wilhelm Prandtl: Gaskampfstoffe und Gasvergiftungen: Wie schützen wir uns? Gmelin, München 1931.